# اسکارلت اسپایدر
اسکارلت اسپایدر (به انگلیسی: Scarlet Spider) یک نام مستعار خیالی در دنیای کامیک بوک است و منتشر شده توسط مارول کامیکس است. در دنیای اصلی مارول اسکارلت اسپایدرها عبارتند از بن ریلی، کین پارکر ، دو نفر از کلون‌ها که به‌عنوان تیم قرمز شناخته می‌شوند.

## تاریخ انتشار
بن ریلی اولین بار به عنوان مرد عنکبوتی در مرد عنکبوتی شگفت انگیز شماره ۱۴۹ رو نمایی شد. این مسئله بعداً در ۳۰ دسامبر دوباره بررسی شد. نویسنده: جری کانوی توضیح داد: که چرا او، شخصیت را ایجاد کرد؟
یکی از مواردی که من در آن زمان تلاش می کردم این بود که ایده های خود را برای نتیجه گیری منطقی ، اما پوچ ، برهان خلف بود. ایده این بود که اگر ما گوئن استیسی را به عنوان یک کلون به ارمغان آوریم ،چگونه می توانم سهم خود را افزایش دهم وقتی که از او خلاص شوم. وقتی آن را از کتاب بیرون می آورم ، چه کاری را می توانم انجام دهم که آن را واقعاً موثر داشته باشم و آن را مشخص کنم تا به سطح بعدی برسانم؟ و من فکر کردم ، اگر بتوانیم گوئن را در هم بشکنیم ، می توانیم پیتر را به طور کلی کلون کنیم. من نیز در آن زمان عاشق عناوینی بودم که از عناوین قدیمی استعلایی ملودرامیک گذشته بازی می کردند. .... من با عنوان "اگر من را بکشی خواهم مرد؟" را مطرح کردم. این اساساً یک تقلید از عنوان قدیمی استن لی بود که در حال از بین رفته است ، اما من نیز فکر کرده ام با عنوان خوب به طور کلی بود. بنابرین واقعاً این چیزی بود که انگیزه داشت - برای بالا بردن امتیازات ، به ما پایان خوبی برای داستان گوئن استیسی داد ، و به من اجازه داد کمی سرگرم کننده با قواعد داستان سرایی زمان باشد.
اگر چه کانوی قصد نداشت که شخصیت را فراتر از این ظاهر اولیه، که در آن او میمیرد، نداشته باشد، ریلی در کامیک‌های "کلون ساگا" که از اکتبر ۱۹۹۴ تا دسامبر ۱۹۹۶ از طریق تمام پنج عنصر مرد عنکبوتی در عناوین مرد عنکبوتی شگفت انگیز، تارهای مرد عنکبوتی، مرد عنکبوتی نامحدود و مرد عنکبوتی خارق العاده است. ویرایشگر دنی فینگروث و به کارگردانی هنرمندان مرد عنکبوتی را برای طراحی لباس برای شخصیتی که از لباس‌های ابرقهرمان متعارف یا تأکید بر قابلیت‌های ساده به جای فلش هدایت می‌کند، طراحی کرد. هنرمندان به‌طور مستقل از ایده‌های صحنه و لباس مشغول به کار بودند، و با توجه به مارک بگلی، طراحی "هودی" تام لایل در میان آن‌ها به تصویب یکنخل رسید. بعد از آن لباس محلی مرد عنکبوتی طراحی شده توسط بگلی با تغییرات جزئی توسط باب بودیانسکی جایگزین شد.
بین نوامبر و دسامبر ۱۹۹۵ اسکارلت اسپایدر جایگزین مرد عنکبوتی شد و خود را در هر پنج عکسی از کامیک‌ها جای داد، و نام سر مقاله‌ها شد به اسکارلت اسپایدر شگفت انگیز، تارهای اسکارلت اسپایدر، اسکارلت اسپایدر، اسکارلت اسپایدر نامحدود، و اسکارلت اسپایدر خارق العاده. ریلی همچنین برجسته در مواد تکمیلی ارائه شده برای داستان، از جمله مرد عنکبوتی: سال‌های از دست رفته و مرد عنکبوتی: مجلات کلون برجسته. این داستان بعداً در "اگر چه گرگ" بازنگری شد. جلد ۲ شماره ۸۶. ریلی مداد مرد عنکبوتی را گرفت و در سراسر عناصر و عنوان‌های مرد عنکبوتی را در مرد عنکبوتی شگفت انگیز، مرد عنکبوتی خارق العاده، مرد عنکبوتی، مرد عنکبوتی نامحدود، و حس مرد عنکبوتی جایگزین شد و گرفت.مرد عنکبوتی به عنوان یک ماهانه مداوم است. ریلی به عنوان مرد عنکبوتی برجسته در بین ژانویه و دسامبر ۱۹۹۶ باقی ماند. در طی این دوره، این شخصیت نیز در دو کراس اور دی سی علیه مارول با دی سی کامیکس علیه بک لش/مرد عنکبوتی با ایمیج کمیکس حضور داشت.
اگر چه شخصیت از زمان مرگ وی در مرد عنکبوتی شماره ۷۵ استفاده نشده‌است، اما اغلب اوقات به بتکده ای در اسطوره دختر عنکبوتی اشاره شده‌است. در ژانویه ۲۰۰۹ ریلی به عنوان مرد عنکبوتی در سومین قسمت مرد عنکبوتی منیز/مردان ایکس منس از کمپانی بازگشت. این مجموعه به وسیله کریستوز گیج نوشته شده‌است و قسمت‌هایی از داستان مردان ایکس و مرد عنکبوتی را بررسی می‌کند که به‌طور کامل به مواد اولیه دوره‌های زمانی که داستان در آن اتفاق می افتد، به کار می‌رود. در شماره ۳ اولین ماجراجویی ریلی را بیش از دوازده سال می‌بینیم. مارول با شروع سال ۲۰۰۹ و ادامه دادن به سال ۲۰۱۰، سری مینی سریالی را به نام "مرد عنکبوتی" را منتشر کرد: "کلون ساگا"، بازنویسی داستان همانطور که در ابتدا تصور می‌شد. در سال ۲۰۱۰ مارول شروع به جمع‌آوری داستان در کاغذ و کت و شلوار تجارت کرد (ISBN 978-0-7851-4805-0). حماسه پنج کتاب را پوشش می‌دهد و زمان رایلی را در جاده، با برخورد خود با پیتر و مری جین، تا نقش خود را به عنوان اسکارلت اسپایدر، به عنوان تنها قهرمان در نیویورک پوشش دهد.